# Venerando (conde)
Venerando (em latim: Venerandus) foi um conde do século VI. Era conde em Clermont, onde seu servo foi curado miraculosamente. Talvez fosse conde dos arvernos, mas não esteve em ofício antes de 590 nem após 593 quando Gregório de Tours registrou a Vida de Patro entre suas obras completas.